# Douvebeek
De Douvebeek (Frans: La Douve) is een beek in West-Vlaanderen, die tevens voor een klein deel door Henegouwen loopt.
De beek ontspringt in Frankrijk op de Zwarteberg en vormt al spoedig een grensriviertje tussen Frankrijk en België. Vervolgens stroomt de beek in oostelijke richting ten zuiden van Dranouter en Wulvergem, waarna ze door Wallonië loopt, ten zuiden van Mesen in de gemeente Komen-Waasten. Bij Waasten mondt de beek uit in de Leie.
De beek heeft een lengte van 20,6 km, de bron ligt op 123 meter hoogte en bij de monding bedraagt de hoogte 12 meter.
De bovenloop van de Douvebeek is ecologisch van belang, mede omdat de beek daar nog een meanderend verloop kent.